# Näshulta såg

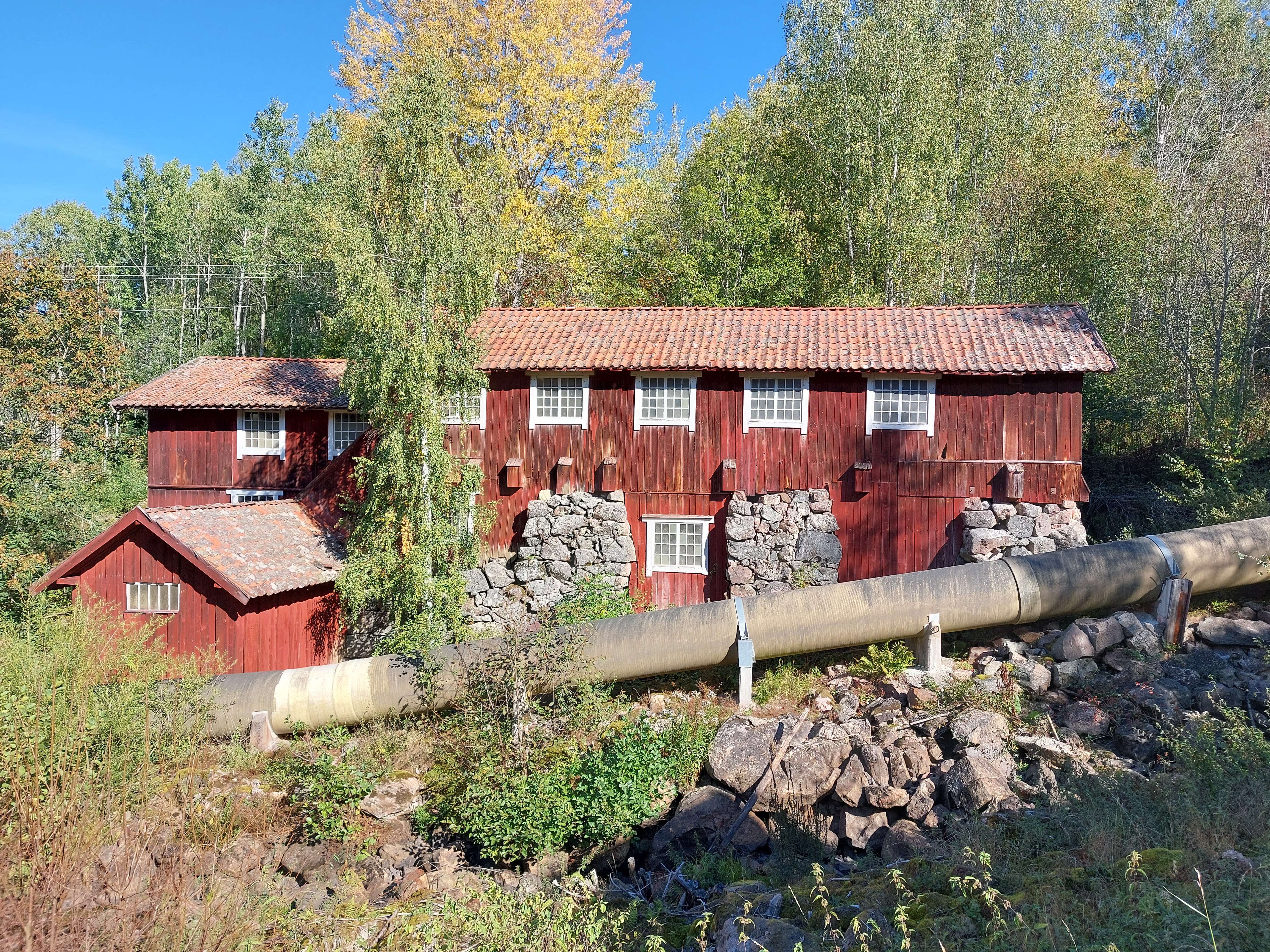
Näshulta sågverk, år 2024.

Näshulta såg var ett vattendrivet sågverk, aktivt mellan 1873 och 1940-talet, som tillhörde Näshulta bruk i Näshulta socken. Sågen ursprung går tillbaka till 1683, men den nuvarande sågen byggdes år 1873 under ledning av Ludwig Arfwedson, dåvarande ägare till Hedensö. Vid denna tid installerades en modern flerbladig ramsåg från Bolinders Verkstäder i Stockholm, baserad på ett patent som tillät justering av matningen under gång, vilket gjorde att hela stocken kunde sågas upp i plank på en gång.
Sågen var i drift endast säsongsvis, från vårflodens början i mars fram till midsommar. Efter nästan 100 års användning lades den ner på 1940-talet. Sedan år 1974 ägs sågen av Eskilstuna Museer, tack vare en donation från Hedensö.